# Фридрихсдорф (Таунус)
Фридрихсдорф (нем. Friedrichsdorf) — город в Германии, в земле Гессен. Входит в состав района Верхний Таунус. Население составляет 24 685 человек (на 31 декабря 2010 года). Занимает площадь 30,12 км². Официальный код — 06 4 34 002. Делится на четыре городских района.
Находится в 20 км от Франкфурта, неподалёку от Бад-Хомбурга.

## История
Город основан в 1687 году гугенотами, бежавшими из Франции от преследований. Ландграф Фридрих II Гессен-Гомбургский, узнав про миллионы беженцев, отнёсся к беженцам благосклонно. Гугеноты основали город, который в знак благодарности назвали в честь Фридриха.
Город стал производить французскую фланель, а потом прославился своими сухарями, так что город стали называть «городом сухарей».
В городе учился (а позже работал) в институте Гарнье и умер Филипп Рейс, выдающийся физик, разработчик электрической передачи голоса — то есть телефона. Его именем названа городская школа.

## Фотографии

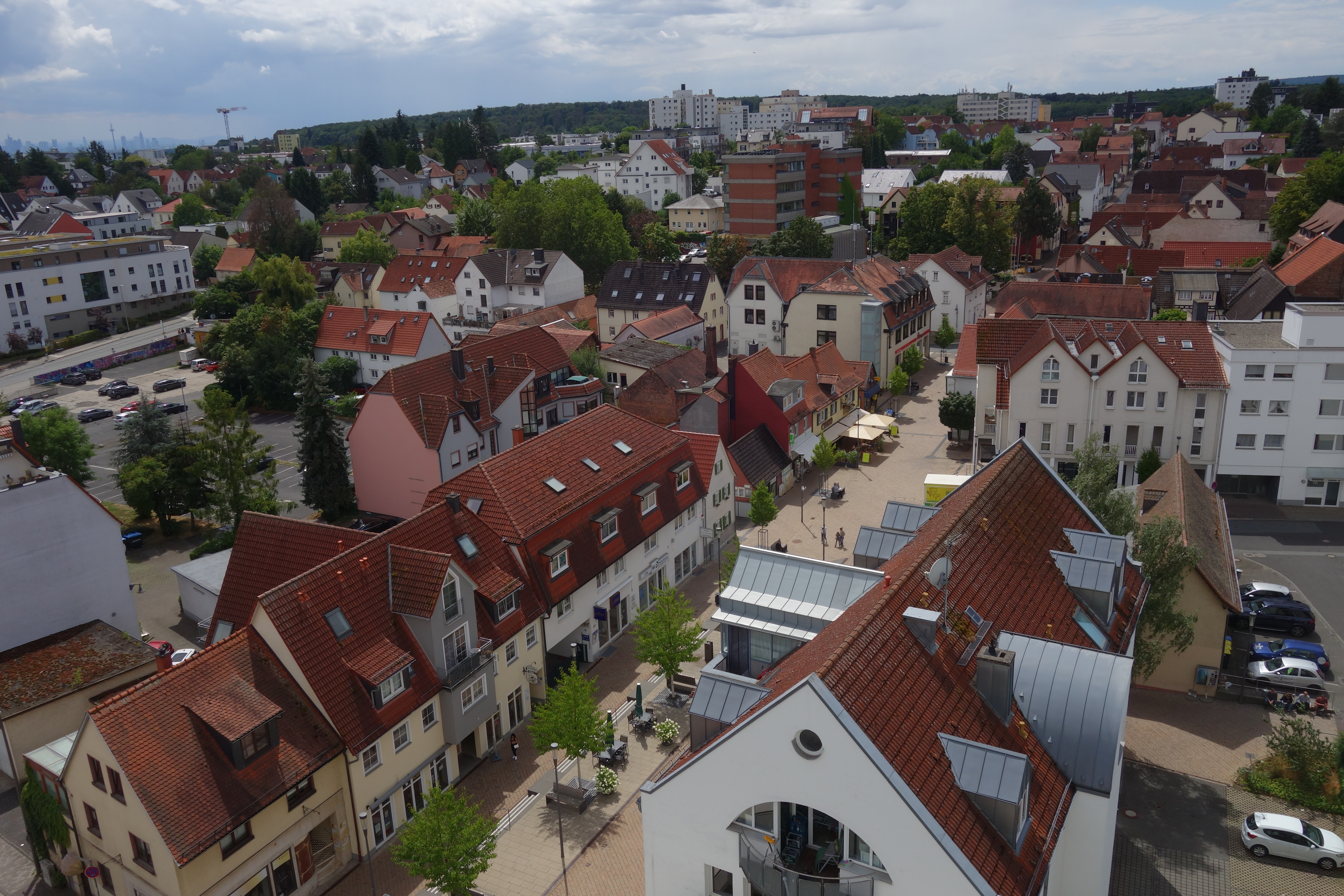
центр города сверху
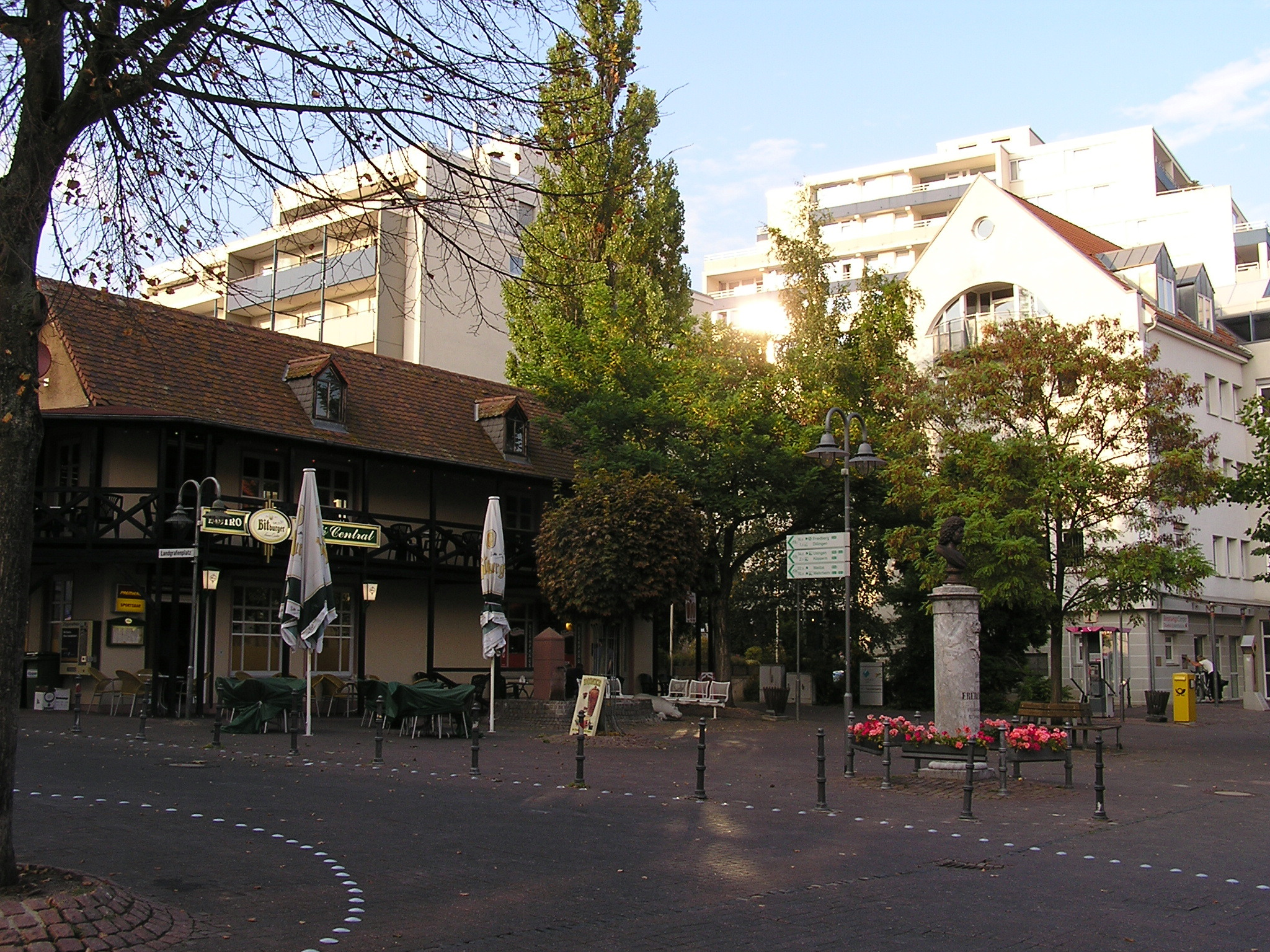
Ландграфенплац
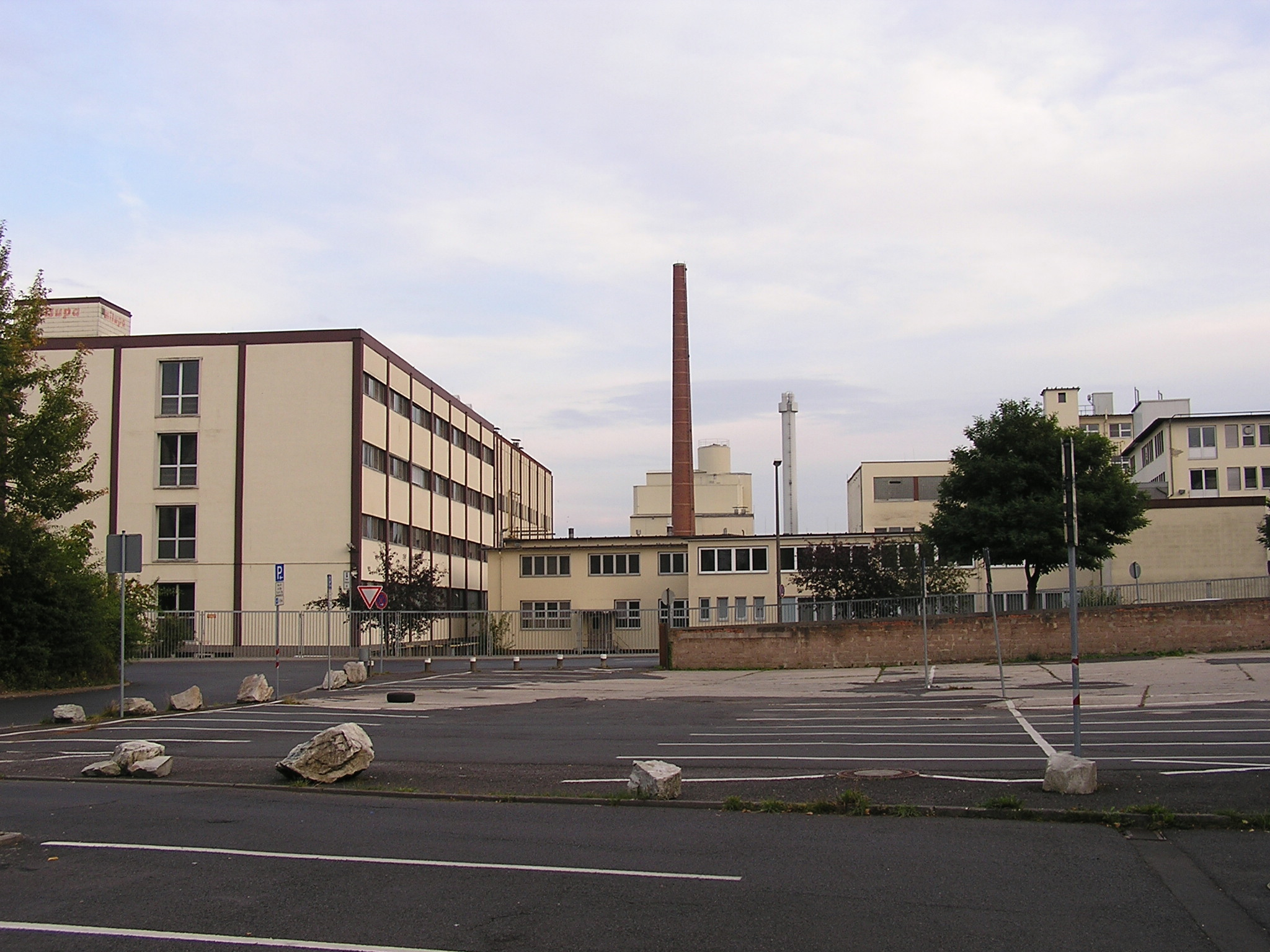
Бывший район Милупа
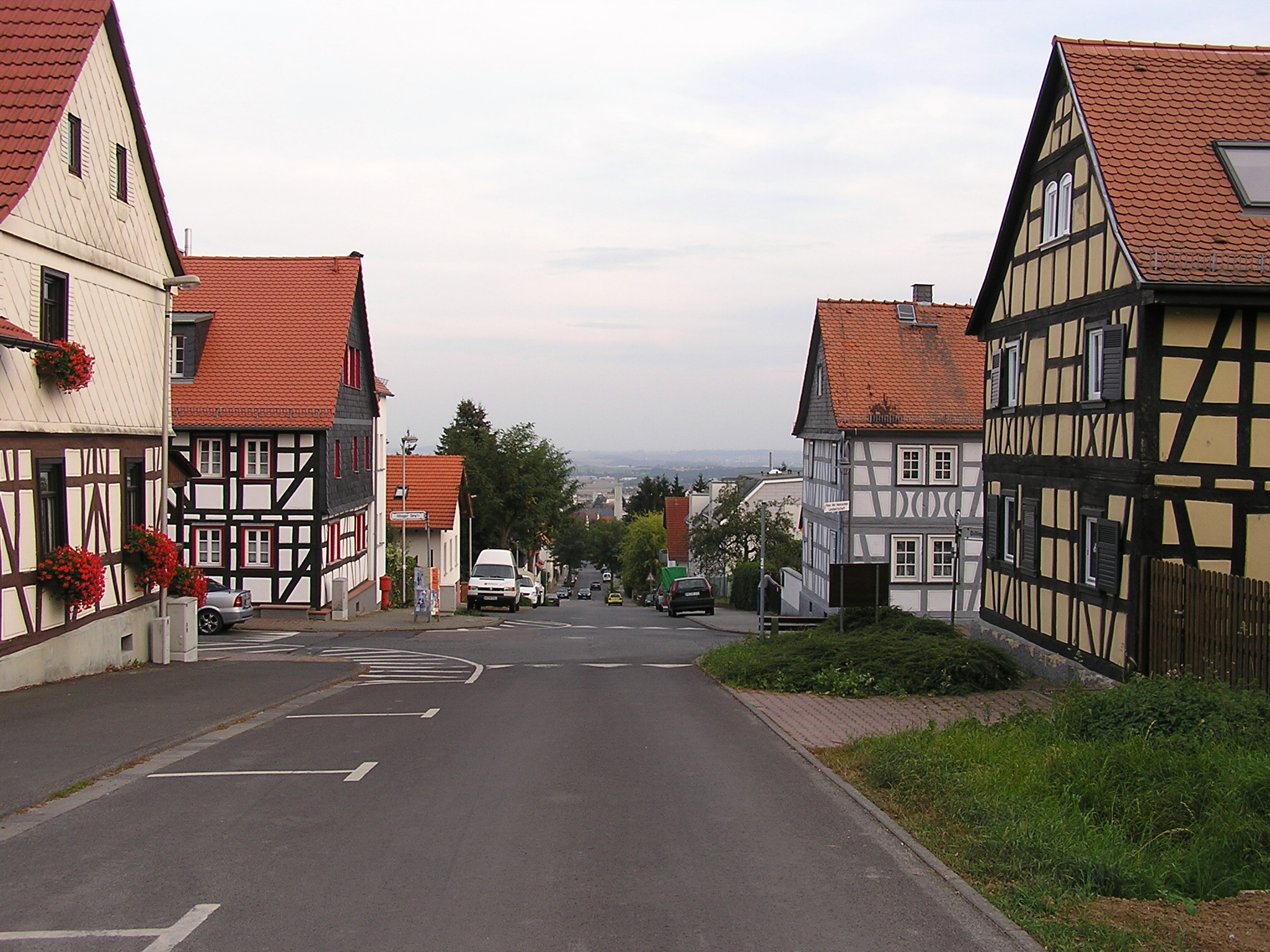
Диллинген
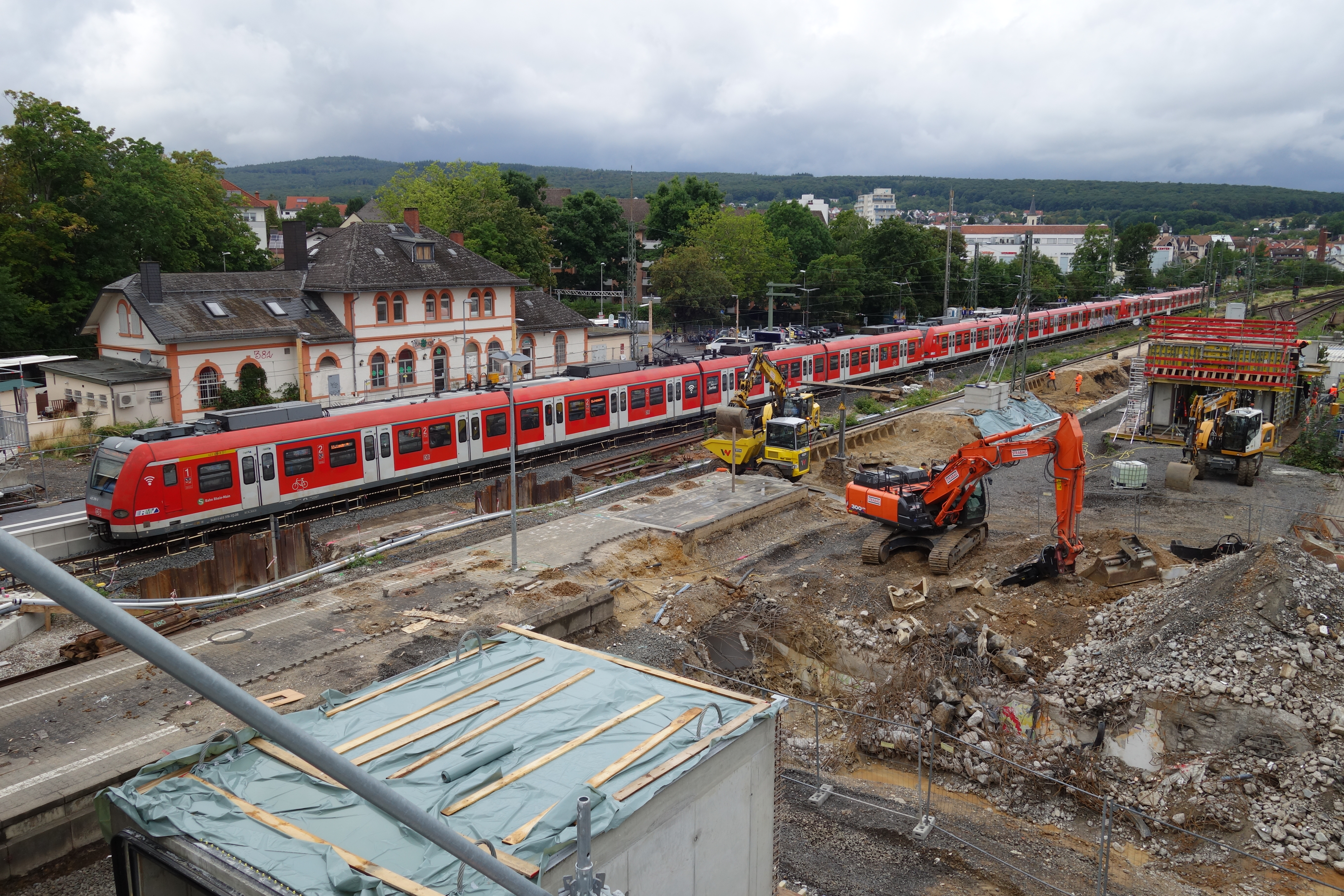
Станция Фридрихсдорф во время модернизации в 2023 г.

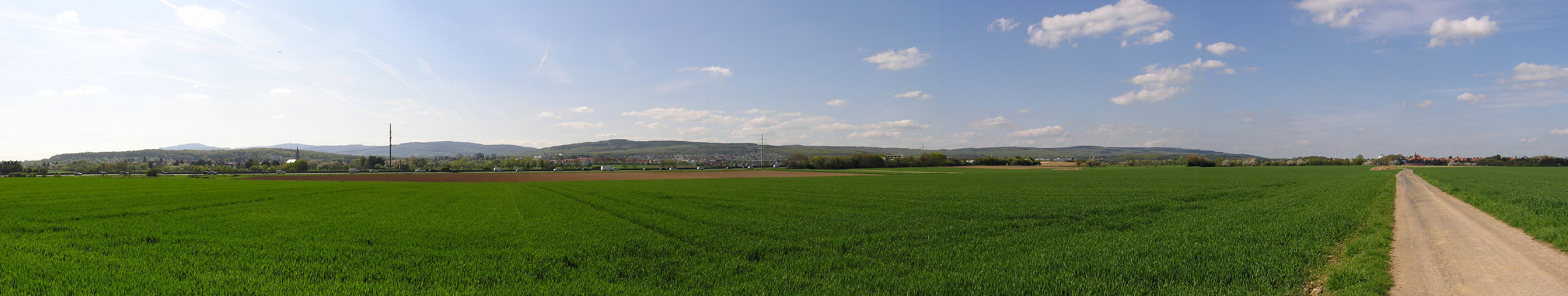
Фридрихсдорф (Таунус) — панорама